# あきれたぼういず

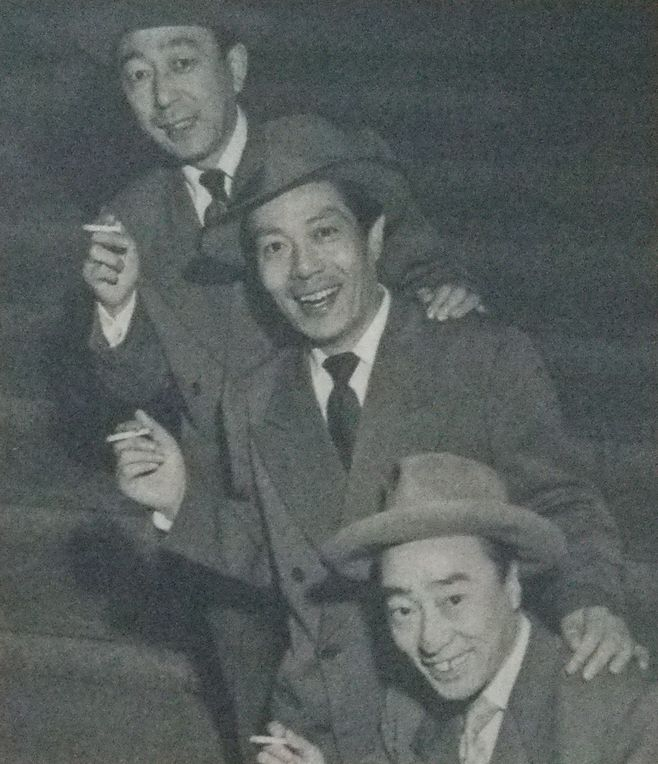
上から、益田喜頓・山茶花究・坊屋三郎（1950年）

あきれたぼういずは、川田義雄（後の川田晴久）、坊屋三郎、芝利英、益田喜頓、および山茶花究による日本のヴォードヴィルグループである。1937年（昭和12年）から1951年（昭和26年）にかけて活動した。その演芸様式は後にグループ名から取ってボーイズ芸と呼ばれるようになった。
テーマ曲は「チョイと出ましたあきれたぼういず、暑さ寒さもちょいと吹き飛ばし、春夏秋冬明けても暮れても、歌いまくるがあきれたぼういず」

## メンバー
- 第1期
  - 川田義雄（かわだよしお）
  - 坊屋三郎（ぼうやさぶろう）
  - 芝利英（しばりえ、しば としひで/りえい）
  - 益田喜頓（ますだきいとん）
- 第2期
  - 坊屋三郎（ぼうやさぶろう）
  - 芝利英（しばりえ、しば としひで/りえい）
  - 益田喜頓（ますだきいとん）
  - 山茶花究（さざんかきゅう）

## 来歴
1935年11月、吉本興業（東京吉本）が浅草六区に浅草花月劇場をオープン。レビューの「吉本ショウ」が始まり、川田義雄は町田金嶺とともにその中心メンバーとして活躍。1937年5月に若手を中心に音楽コントグループ「あきれたぼういず」を結成する。歌に演奏に堪能なハイカラな芸風が好評を呼び、同年8月に川田義雄、坊屋三郎と芝利英の兄弟、益田喜頓の4人で「第1次あきれたぼういず」を結成。
1938年、ビクターの上山敬三があきれたぼういずの演技に度肝を抜かれ、レコードデビューを持ちかける。同年8月「アキレタ・ダイナ」「あきれた演芸会」が発売される予定だったが、テスト盤が内務省の検閲に引っ掛かり発売禁止となる。台本を書き直し新たに吹き込んだ「四人の突撃兵」「スクラム組んで」「空晴れて」をSP盤として同年12月に発売。爆発的に売れて全国に人気が高まる。日劇を3回り半も客が立ち並び、後楽園球場のプロ野球戦の余興では、広い場内がわきかえるほどの人気を集めた。
1939年春、人気絶頂のなか新興キネマ演芸部が吉本興業の芸人を大量に引き抜いたため、川田を除いた3人が新興に移り、第1次あきれたぼういずは消滅する。一人残った川田は弟の岡村龍雄らとともに「川田義雄とミルクブラザース」を結成。「地球の上に朝が来る」が大ヒットとなる。
一方、新興に移った坊屋、芝、益田は山茶花究を加え、「第2次あきれたぼういず」を結成。同時にレコード会社もテイチクに移籍し、「あきれた石松」「ダイナ競走曲」などのヒット曲を生み出す。1941年12月、対英米戦に突入後、ジャズは敵性音楽として自粛となり、音楽とセリフの面で厳しい制限をかけられる。グループ名も「新興快速舞隊」に変更する。 
芝利英の応召（のち戦死）、益田が一時外に出るなどメンバーが入れ替わるながら1943年まで活動を続けた。同時期、音楽男や長井隆也、星しんじなどのメンバーが加入することもあった。
終戦後、世間の期待により、1947年に浅草の松竹座でカムバックを果たすが1951年に解散。 以降、坊屋、益田、山茶花は、舞台、映画界、テレビで活躍することになる。

## 芝利英
芝 利英（しば りえ、本名：石川 正、1913年〈大正2年〉6月20日 - 1945年〈昭和20年〉5月14日）は、日本の芸人、俳優。北海道夕張市出身。
坊屋三郎の実弟で、兄とともにあきれたぼういずの参加メンバー。芸名はモーリス・シュバリエのもじり。坊屋三郎とは坊屋が養子に出されたため別々に育つが、ともに私立北海中学校卒業。五十嵐久一が立ち上げた札幌の「赤い風車レヴュー団」に益田喜頓とともに参加、北海道～本州まで巡業する。解散後は藤井とほる一座等を経て上京、吉本興業に入りオオタケフォーリーズを経て吉本ショウに参加、浅草花月劇場に出演する。あきれたぼういずとして活動中の1942年頃、召集により歩兵第109連隊に入隊・出征し1945年、中華民国にて戦死。31歳没。戒名は清澄院正安義道居士。

## 概説
ジャズ、オペラ、ポピュラーミュージック、シャンソン、アルゼンチン・タンゴ、キューバン・ルンバ、日本軍歌、謡曲、童謡、浪曲、新内、俗曲、琵琶、歌舞伎、新派演歌等々様々な音楽を取り入れ、弁士、ニュース映画のナレーション、物売りの地口、江戸弁や東北弁、お経、ポパイやベティ・ブープ、ディズニー映画、動物の鳴き声、さらにはマルクス兄弟、バスター・キートンなどの喜劇的演技を取り入れたヴォードビルショーのグループである。

## コンピレーション盤
- ぼういず伝説（1993年 ビクターエンタテインメント ）中村とうよう監修
- あきれたぼういずアンソロジー（2005年　テイチク）
- 楽しき南洋（2010年　オフノート／華宙舎）

## 映画出演
- ロッパの大久保彦左衛門（1939年/東宝映画/斎藤寅次郎監督）
- 弥次喜多 大陸道中（1939年/東宝映画/古野栄作監督）
- 弥次喜多怪談道中（1940年/松竹/古野栄作監督）
- 親馬鹿大将（1948年/大映/春原政久監督）
- 社長と女店員（1948年/松竹/大庭秀雄監督）
- エノケン・笠置のお染久松（1949年/東宝/渡辺邦男監督）
- 歌うまぼろし御殿（1949年/東京映画/小田基義監督）
- いれずみ判官 桜花乱舞の巻（1950年/東横映画/渡辺邦男監督）
- いれずみ判官 落花対決の巻（1950年/東横映画/渡辺邦男監督）
- エノケンの天一坊（1950年/エノケンプロ＝東宝/渡辺邦男監督）
- 風流活殺剣（1952年/松竹/丸根賛太郎監督）
- お嬢さま捕物帳　恋の補縛（1952年/宝塚映画/倉谷勇監督）
- ひよどり草紙（1952年/東映/加藤泰監督）